# Thapsyrus quentini
Thapsyrus quentini là một loài bọ cánh cứng trong họ Cerambycidae.